# ستايسي (يوتيوبر)
أناستازيا رادزنسكايا (بالروسية : Анастасия Радзинская , مواليد 27 يناير 2014) والمعروف أيضًا بأسم ستايسي أو ناستيا، وهي فتاة يوتيوبر روسية أمريكية الجنسية. تدير هي ووالديها عدة قنوات على اليوتيوب، وأبرزها : Like Nastya وLike Nastya Show ، وتتوفر بعدة لغات منها العربية على القناة Like Nastya AE.
في عام 2019، كانت رابع أكثر قناة شخصية اشتراكًا على اليوتيوب في العالم، والقناة الخامسة عشرة الأكثر اشتراكاً في العالم. يركز محتوى جميع قنواتها على ناستيا وأبيها الذين يلعبون ويتعلمون ويلبسون ملابسهم ويذهبون إلى المُتنزهات ويروُن حكايات الأطفال وأغانيهم. كثيراً ما ينضم إليها والِدها وقطتها وأصدقاؤها.
اعتبارًا من 7 مايو 2021، أصبحت قناتها خامس أكثر مشاهدة على اليوتيوب

## الحياة الشخصية

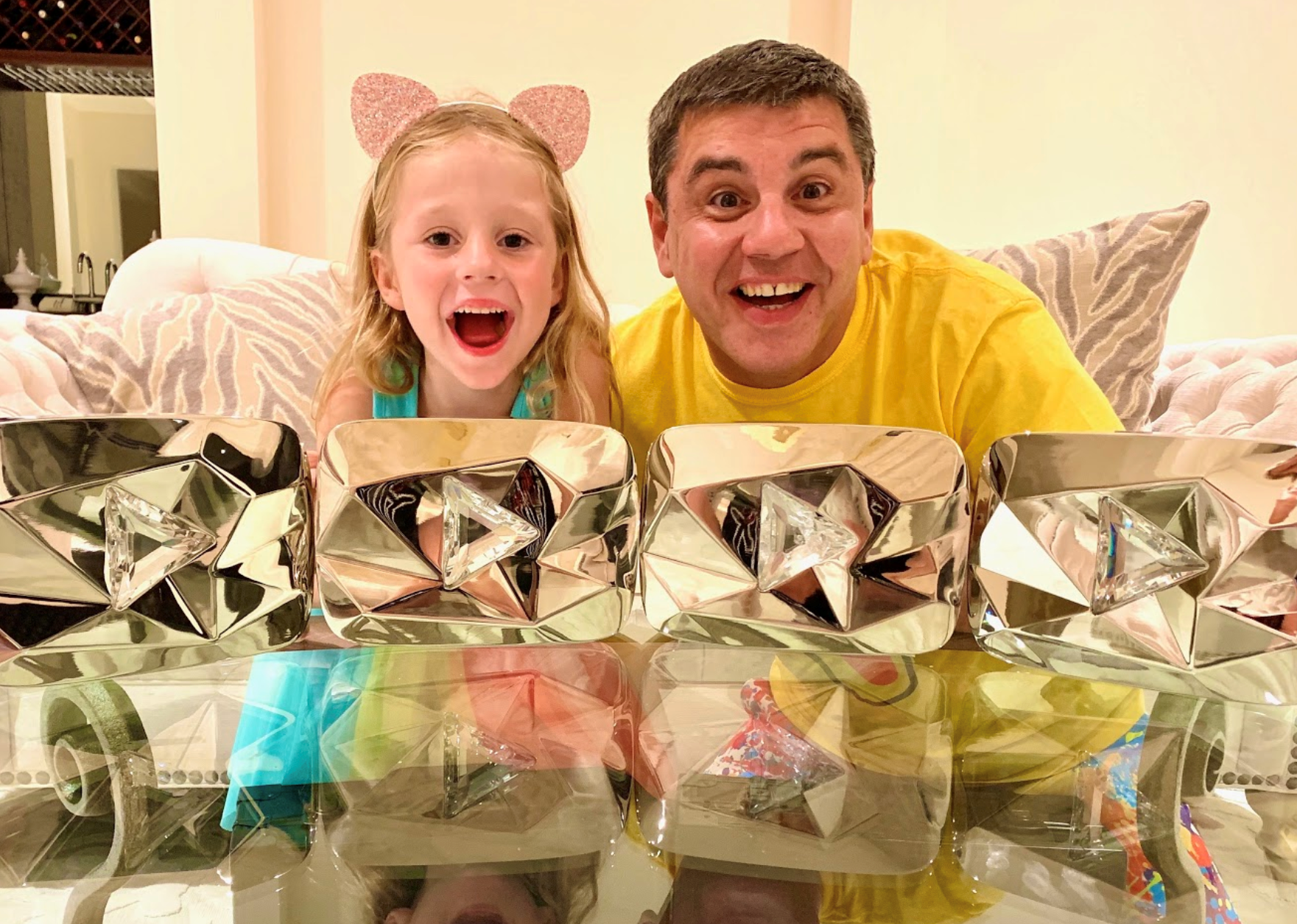
انستازيا و والدها يحصلون على جوائز درع اليوتيوب الأربع.

ولدت انستازيا جنوب روسيا وشخّص الأطباء بأنها مُصابه بالشلل الدماغي، خشي الأطباء أنها قد لا تكون قادرة على الكلام. لكن في عام 2016، بدأ والداها في إنتاج مقاطع فيديو على يوتيوب مع طفلتهم، وهي تقوم بأنشطة عادية مثل اللعب مع والدها والدمى والأصدقاء والأقارب.
كانت والدتها آنا رادزنسكايا تمتلك صالونًا للعرائس في كراسنودار، والذي وفقًا لكلماتها، كانت يجني حوالي 300 ألف روبل روسي شهريًا. كان والدها سيرجي رادزينسكيج يمتلك شركة إنشاءات تضم 20 عاملاً، وكان ذلك أكثر ربحية ولكنه أقل استقرارًا.
في عام 2015 ، باع والدا انستازيا شركاتهم، وفي يناير 2016، أنشأوا قناة Like Nastya على اليوتيوب. كانت تعرض أولاً فتح ألعاب الأطفال، ولكن تم تحويلها لاحقًا إلى قناة تعرض زيارات المتنزهات الترفيهية في بُلدان مُختلفة. في الأشهر السبعة الأولى زارت الأسرة 6 دول.
أنفقوا من 1-1.5 مليون روبل روسي شهريًا، والتي تم اقتطاعها أولاً من مدخرات العائلة، ولكن فيما بعد أصبحت القناة مُربحة، حيث تم كسب المال من برنامج شركاء اليوتيوب. مثل ناستيا مُدبلج أيضًا بلغات أخرى مثل الألمانية والعربية والبنغالية والفرنسية والبرتغالية والهندية والإسبانية والكورية والفيتنامية والإندونيسية.
في عام 2018، انتقلت هي وعائلتها من كراسنودار الروسية إلى الولايات المتحدة الأمريكية، وهم يعيشون الآن في ولاية فلوريدا.

## إحتراف اليوتيوب
عندما بدأت قناة اناستازيا في كسب مشاهدات، قرر والداها تكريس المزيد من الوقت والتركيز لتطوير وجودها على اليوتيوب.
في عام 2017، وقع والدا أناستازيا مع يولا، وهي شبكة على يوتيوب وشركة إدارة تساعد المبدعين على تطوير وتوطين ومحتوى الفيديو. وفقًا لـ فوربس، أصبحت أناستازيا واحدة من أسرع المبدعين نمواً في العالم، وذلك بفضل مقاطع الفيديو بسبع لغات."
في عام 2019، صنفت شركة فوربس أنستازيا في المرتبة الثالثة على أعلى مستوى من مستخدمي يوتيوب في العالم، مع دخل سنوي يقدر بنحو 18 مليون دولار.
| إحصائيات القنوات الرئيسية (7 أيار2021) | إحصائيات القنوات الرئيسية (7 أيار2021) | إحصائيات القنوات الرئيسية (7 أيار2021) | إحصائيات القنوات الرئيسية (7 أيار2021) | إحصائيات القنوات الرئيسية (7 أيار2021) | إحصائيات القنوات الرئيسية (7 أيار2021) | إحصائيات القنوات الرئيسية (7 أيار2021) |      |      |      |
| القناة                                 | المشتركين، مليون                       | المشاهدات، بليون                       | درع اليوتيوب                           | درع اليوتيوب                           | درع اليوتيوب                           | درع اليوتيوب                           |      |      |      |
| القناة                                 | المشتركين، مليون                       | المشاهدات، بليون                       | 0.1                                    | 1                                      | 10                                     | 50                                     |      |      |      |
| -------------------------------------- | -------------------------------------- | -------------------------------------- | -------------------------------------- | -------------------------------------- | -------------------------------------- | -------------------------------------- | ---- | ---- | ---- |
| القناة                                 | المشتركين، مليون                       | المشاهدات، بليون                       | Like Nastya                            | 73.6                                   | 57.18                                  | 2016                                   | 2018 | 2018 | 2020 |
| Like Nastya Show                       | 37.7                                   | 16.64                                  | 2017                                   | 2017                                   | 2019                                   |                                        |      |      |      |
| Like Nastya ESP                        | 29.1                                   | 11.93                                  | 2017                                   | 2017                                   | 2019                                   |                                        |      |      |      |
| Like Nastya Vlog                       | 17                                     | 6.83                                   | 2017                                   | 2017                                   | 2019                                   |                                        |      |      |      |
| Like Nastya AE                         | 16.7                                   | 7.42                                   | 2019                                   | 2019                                   | 2020                                   |                                        |      |      |      |
| Like Nastya PRT                        | 16.5                                   | 7.66                                   | 2019                                   | 2019                                   | 2020                                   |                                        |      |      |      |

## روابط خارجية
- ستايسي على إنستغرام